# Indofevillea
Indofevillea — рід квіткових рослин родини гарбузових.
Його рідний ареал — Східні Гімалаї, Ассам, Тибет і М'янма.
Назва роду Indofevillea дана на честь Луї Фейє (1660–1732), французького члена Ордену мінімів, дослідника, астронома, географа та ботаніка. Вперше його описав і опублікував Дебабарта Чаттерджі в 1946 році.

## Види
Відомі види, за Кью:
- Indofevillea jiroi H.Schaef., B.M.Barthol. & Boufford
- Indofevillea khasiana Chatterjee

## Опис
Це великі деревні ліани. Стебло кутасте. Листки черешкові; листкова пластинка яйцеподібна, серцеподібна, цілокрая. Вусики 2-фідні. Рослини дводомні. Чоловічі квітки у волоті; часточки чашечки 5, 3- або 4-жилкові, гострі; часток віночка 5, коротше часток чашечки, 3–5-жилкові; тичинок 5, 4 попарно, 1 вільна. Плоди довгасті, нерозкривні, зібрані по 3–6 штук на дуже довгій плодоніжці, з товстою дерев’яною шкіркою. Насіння багато, велике, яйцеподібне.